# 特鲁瑟塔尔
特鲁瑟塔尔（德語：Trusetal，發音：[ˈtʁuːzəˌtaːl]，意为“特鲁瑟河谷”）是德国图林根州施马尔卡尔登-迈宁根县曾经的一个市镇，面积25.88平方千米，2010年12月31日人口为3,914人。2011年12月1日，特鲁瑟塔尔与市镇布罗特罗德合并为新市镇布罗特罗德-特鲁瑟塔尔。